# طرح مشاغل آمریکایی
طرح مشاغل آمریکایی پیشنهادی است که جو بایدن، رئیس‌جمهور آمریکا برای سرمایه‌گذاری ۲ تریلیون دلار در زیرساخت‌های آمریکا طی هشت سال انجام داده‌است. این طرح بخش دوم از طرح سه بخشی «بازسازی بهتر» بایدن است، که بخش اول آن طرح نجات آمریکا و سومین بخش آن طرح خانواده‌های آمریکایی است. اندکی پس از آنکه بایدن طرح نجات را در مارس ۲۰۲۱ امضا کرد، رونمایی شد.
بایدن این پیشنهاد را به عنوان «تلاشی تحول پذیر برای اصلاح اقتصاد کشور» مطرح کرده‌است. این طرح می‌تواند مبالغ زیادی را در زیرساخت‌های فیزیکی مانند جاده‌ها و سیستم‌های حمل و نقل، زیرساخت‌های «در خانه» مانند لوله‌های آب و باند پهن، «اقتصاد مراقبتی» (مراقبت مبتنی بر خانه و جامعه برای سالمندان و افراد معلول) و تحقیق و توسعه سرمایه‌گذاری کند. این برنامه همچنین با هدف ایجاد میلیون‌ها شغل، تقویت اتحادیه‌های کارگری، گسترش حمایت از نیروی کار و رسیدگی به تغییرات اقلیمی انجام می‌شود. هزینه‌های جدید با افزایش نرخ مالیات شرکتی از ۲۱ به ۲۸ درصد، پایان دادن به یارانه‌های شرکت‌های سوخت فسیلی، افزایش حداقل مالیات جهانی از تقریباً ۱۳ درصد به ۲۱ درصد وکسر بودجه (حداقل به‌طور موقت)

## تاریخچه

### زمینه
دنیاگیری کووید-۱۹ باعث از دست دادن شغل تعداد قابل توجهی از مردم در ایالات متحده شد.
در دوران ریاست جمهوری دونالد ترامپ، او با استفاده از نرخ بهره پایین برای سرمایه‌گذاری در زیرساخت‌ها، از جمله جاده‌ها، پل‌ها و تونل‌ها (اما به‌طور خاص به استثنای ابتکارات نیودیل سبز حزب دموکرات) حرکت کرد.
قانون طرح نجات آمریکا رئیس‌جمهور جو بایدن در سال ۲۰۲۱، که در ۱۱ مارس به امضا رسید، با استفاده از روش آشتی تصویب شد، که اجازه داد با حمایت یکپارچه دموکرات‌ها در سنا و بدون رأی جمهوریخواهان به اجرا در آید.

### مذاکره
در اواسط آوریل سال ۲۰۲۱، جمهوری خواهان طرح ۵۶۸ میلیارد دلاری برای مقابله با طرح ۲٫۳ تریلیون دلاری بایدن (در کل ۴ تریلیون دلار هزینه زیرساخت‌ها) ارائه دادند. در تاریخ ۹ مه، میچ مکانل رهبر اقلیت سنا گفت که هزینه آن بیش از ۸۰۰ میلیارد دلار نیست. دولت برچسب قیمت را به ۱٫۷ تریلیون دلار کاهش داد که به سرعت توسط جمهوری خواهان رد شد. یک روز بعد، یک گروه دو حزب در کمیته محیط زیست و کارهای عمومی سنا اعلام کرد که آنها برای ۳۰۴ میلیارد دلار بودجه برای تأمین اعتبار بزرگراه‌های ایالات متحده به توافق رسیده‌اند.
در ۲۱ مه، سخنگوی سناتور جمهوری‌خواه شلی مور کاپیتو گفت جمهوری خواهان به نظر می‌رسد در مورد این لایحه از دموکرات‌ها نسبت به جلسه قبلی خود با رئیس‌جمهور «فاصله بیشتری داشته باشند». سناتورهای جمهوری‌خواه پت تومی و راجر ویکر عدم حمایت خود را در کمیسیون برای تغییر جنبه‌های قانون کاهش مالیات و مشاغل سال ۲۰۱۷ که نرخ مالیات شرکت‌ها را ۲۱ درصد تعیین کردTاعلام کردند. تومی و دیگران پیشنهاد کردند که بودجه‌های کمکی هزینه نشده کووید ۱۹ را مجدد هزینه کنید. در ۲۷ مه، کاپیتو طرحی به ارزش ۹۲۸ میلیارد دلار ارائه داد.
تعدادی از دموکرات‌ها از ادامه روند آشتی طرفداری کردند که به گفته پولیتیکو «اعضای هر دو حزب محتمل‌ترین نتیجه را تصدیق می‌کنند». به گفته وزیر حمل و نقل پیت بودجج، «ما همچنان فکر می‌کنیم که باید تا روز یادبود پیشرفت عمده ای داشته باشیم.»
در ۲۸ ماه مه، بایدن جزئیات پیشنهاد بودجه ۶ تریلیونی دلاری برای سال مالی ۲۰۲۲ را منتشر کرد که باعث افزایش مالیات شرکت‌ها و میلیونرها می‌شود. به گفته بایدن، این هزینه هم برای طرح مشاغل آمریکایی و هم برای برنامه طرح خانواده‌های آمریکایی طی ۱۵ سال هزینه می‌شود.

## مفاد طرح

### زیرساخت‌های فیزیکی

#### حمل و نقل
این طرح ۶۲۱ میلیارد دلار هزینه برای زیرساخت‌های حمل و نقل در نظر گرفته‌است. این مبلغ شامل ۱۱۵ میلیارد دلار برای بزرگراه‌ها و جاده‌ها، ۸۰ میلیارد دلار برای بهسازی راه‌آهن آمریکا، ۸۵ میلیارد دلار برای مدرن سازی حمل و نقل عمومی، ۲۵ میلیارد دلار برای فرودگاه‌ها، ۱۷۴ میلیارد دلار برای ایجاد انگیزه در ساخت ۵۰۰۰۰۰ ایستگاه شارژ خودروهای برقی تا سال ۲۰۳۰ و ۱۷ میلیارد دلار برای آبراه‌های داخلی، بنادر ساحلی، بنادر ورودی زمینی و کشتی‌ها و همچنین خواستار برقی کردن حداقل ۲۰ درصد ناوگان اتوبوس زرد مدارس کشور است.

#### انرژی
این طرح خواستار ۱۰۰ میلیارد دلار بودجه برای زیرساخت‌های انرژی آمریکا است که هدف آن انتقال کشور به تولید ۱۰۰٪ برق بدون کربن تا سال ۲۰۳۵ است. این سازمان در نظر دارد برای حمایت از ساخت خطوط انتقال ولتاژ بالا «مرکز استقرار شبکه» را در وزارت انرژی ایجاد کند.

### زیرساخت «در خانه»

#### مسکن
این طرح شامل ۲۱۳ میلیارد دلار برای ساخت و مقاوم‌سازی بیش از ۲ میلیون خانه و ۴۰ میلیارد دلار برای بهسازی مسکن عمومی است. همچنین به دنبال پایان دادن به منطقه بندی استثنائی است.

#### آب آشامیدنی
این طرح شامل ۱۱۱ میلیارد دلار برای نوسازی سیستم‌های آب آشامیدنی، فاضلاب و آب‌های طوفانی است. ۴۵ میلیارد دلار از این مبلغ برای جایگزینی ۱۰۰٪ از لوله‌های آب سرب در کشور در نظر گرفته شده‌است.

#### پهنای باند
هدف این طرح ارائه پوشش جهانی باند پهن با سرعت بالا است.
این طرح شامل ۱۰۰ میلیارد دلار برای ساخت و ارتقا مدارس دولتی، ۲۵ میلیارد دلار برای به روزرسانی مراکز مراقبت از کودکان و ۱۲ میلیارد دلار برای سرمایه‌گذاری در کالج‌های محلی است.

### تحقیق و توسعه
این طرح ۱۸۰ میلیارد دلار در تحقیق و توسعه از جمله سرمایه‌گذاری قابل توجه در زمینه انرژی‌های پاک و تحقیقات اساسی آب و هوا سرمایه‌گذاری خواهد کرد. همچنین ۵۰ میلیارد دلار در فناوری نیم‌رسانا سرمایه‌گذاری خواهد کرد.

#### ساخت
در این طرح ۳۰۰ میلیارد دلار برای سرمایه‌گذاری‌های تولیدی اختصاص داده شده‌است.

### مراقبت کردن
این طرح شامل ۴۰۰ میلیارد دلار برای گسترش مراقبت از سالمندان و افراد معلول در خانه یا جامعه است.